# Карабколу
Карабколу (перс. قرابقلو) — село в Ірані, входить до складу дехестану Баш-Калах у Центральному бахші шахрестану Урмія провінції Західний Азербайджан.